# Kryštof Čabelický ze Soutic
Kryštof Čabelický ze Soutic a na Žimuticích (okolo 1600 asi Žimutice – 2. dubna nebo 4. května 1632 České Budějovice) byl český šlechtic z jihočeského rodu Čabelických ze Soutic a důstojník švédské armády působící v období třicetileté války. Za své angažmá proti císaři byl zajat a veřejně popraven v Českých Budějovicích.

## Život

### Mládí
Byl synem rytíře Karla staršího Čabelického ze Soutic a jeho manželky, narodil se zřejmě na rodovém sídle, zámku v jihočeských Žimuticích. Jeho bratry byli mj. Václav, Šebestián a Vratislav Čábeličtí. Karel starší se zapojil do stavovského povstání proti císaři Ferdinandu II., za což byl odsouzen ke ztrátě téměř veškerého majetku, včetně Žimutic.

### Vojenská kariéra
Kryštof zůstal věrný ideálům stavovského povstání, po jehož porážce se rozhodl k emigraci do zahraničí. Zde posléze vstoupil do řad švédské armády a bojoval proti katolickým silám v rámci probíhající třicetileté války. Naproti tomu bratři Václav a Vratislav věrně sloužili císařské moci, za což byli císařem povýšeni do panského stavu s titulem svobodný pán.
Po vpádu Švédů a Sasů do Čech roku 1631 stal spolu s Davidem Chlumčanským z Přestavlk jedním ze dvou velitelů českých dobrovolnických oddílů ve švédské armádě, která se saskými vojsky obsadila české země.

### Úmrtí
Po vytlačení protestantských vojsk byl 15. dubna 1632 s oddílem ozbrojených sedláků zajat u Mníšku pod Brdy. Následně byl uvězněn v Českých Budejovicích, zde souzen a poté 4. května na hlavním městském náměstí, nedaleko Samsonovy kašny, sťat za organizaci selského povstání proti císaři. Jiné zdroje uvádí datum popravy na 2. dubna.

### Rodina
Bratr Václav se účastnil obrany Prahy před švédskými vojsky generála Arvida Wittenberga, která již vyplenila Hradčany a Malou Stranu. V závěru obléhání byl postřelen a na následky zranění pak 31. října nebo 1. listopadu 1648 v Praze zemřel. Stal se tak jednou z obětí třicetileté války, který zahynul již po jejím oficiálním skončení.